# Herrsjön, Värmland
Herrsjön är en sjö i Storfors kommun i Värmland och ingår i Göta älvs huvudavrinningsområde. Sjön har en area på 1,58 kvadratkilometer och ligger 112 meter över havet.

## Delavrinningsområde
Herrsjön ingår i det delavrinningsområde (658883-141847) som SMHI kallar för Utloppet av Herrsjön. Medelhöjden är 119 meter över havet och ytan är 5,47 kvadratkilometer. Det finns inga avrinningsområden uppströms utan avrinningsområdet är högsta punkten. Vattendraget som avvattnar avrinningsområdet har biflödesordning 4, vilket innebär att vattnet flödar genom totalt 4 vattendrag innan det når havet efter 304 kilometer. Avrinningsområdet består mestadels av skog (29 procent), öppen mark (10 procent) och jordbruk (27 procent). Avrinningsområdet har 1,56 kvadratkilometer vattenytor vilket ger det en sjöprocent på 28,5 procent.